# Dobos Dániel (zeneszerző)
Dobos Dániel (Debrecen, 1994. november 22. –) Junior Prima díjas magyar zeneszerző.

## Életútja
Zenei tanulmányait a debreceni Simonffy Emil Zeneiskolában kezdte cselló szakon. A hangszeres zene mellett ekkor ismerkedett meg a kórusénekléssel is: a Bányai Júlia Általános Iskola és AMI (2012. szeptember 1-je óta Szent Efrém Görögkatolikus Óvoda, Általános Iskola és AMI) több együttesében, valamint az édesapja vezette Szent László Kórusban is énekelt. 2010-ben megnyerte a IV. Debreceni Nemzetközi Ifjúsági Fesztivál Nagydíját. Ugyanebben az évben felvételt nyert a debreceni Kodály Zoltán Zeneművészeti Szakközépiskolába zeneszerzés szakra, ahol kezdetben Szigeti Máté, majd Barabás Árpád volt a tanára. Középiskolai évei alatt már több versenyen is eredményesen szerepelt. 
2014-ben sikeres felvételi vizsgát tett a Liszt Ferenc Zeneművészeti Egyetem zeneszerzés szakára, Fekete Gyula, majd Bella Máté osztályába. 2016-ban a Nemzeti Énekkar bemutatta The Taste of Poison c. kórusművét, melyet a William Shakespeare halálának 400. évfordulója alkalmából rendezett koncertre komponált a szerző. Fontos állomás volt számára  a 2017-es Kodály Zoltán 135 Zeneszerzés Pályázat, ahol a kiírásnak megfelelően népi ihletésű művekkel lehetett pályázni, s a szerző II. helyezét ért el. I2018-ban, a Szent Lászlóról elnevezett egyházi emlékév alkalmából a debreceni Szent László Kórus mutatta be Égi Király Híve c. vegyeskarra és orgonára írt kompozícióját. Ugyanebben az évben megnyerte a Bartók Világverseny és Fesztivál Zeneszerzés Versenyét Drumul Dracului (Az ördög útja) c. zongoradarabjával. Ezt követően a Magyar Zeneszerzők Egyesülete Artisjus Junior díjjal tüntette ki, Aurumque-nyitány c. a 61. Év Sportolója Gálára írt művét az M4 élő adásban közvetítette.
2019-ben diplomázott, Sylvanus c. hegedűversenyével. A kompozíció érdekessége, hogy konkrét népi dallamok helyett elsősorban a mezőségi prímások figurációit, technikai repertoárját használja fel a klasszikus hegedű lehetőségei mellett. 2019-ben a Kodály Zoltán születésnapja alkalmából megrendezett koncerten mutatták be Regős ének című kórusművét. A koncertsorozat keretein belül így egyedülálló módon először hangozhatott el kortárs mű. 2020-ban zeneszerzés-zeneelmélet tanári diplomát szerzett, majd még ugyanebben az évben felvételt nyert a Liszt Ferenc Zeneművészeti Egyetem Doktori Iskolájának Zeneszerzés szakára. 2021-től tagja a Magyar Zeneszerzők Egyesületének. 
Közel 20 év tapasztalattal rendelkezik a kóruséneklés területén. Gondolkodásmódját a tradícióhoz való progresszív hozzáállás jellemezi. Zenéjében egyaránt meghatározóak a folklór, a régi zene és az skandináv-angol zeneszerzők munkásságának elemei. Alkotói repertoárjában különleges helyet foglalnak el a vokális művek, de szóló, kamara, ensemble és zenekari kompozíciók is színesítik munkásságát. 
2020-tól a Liszt Ferenc Zeneművészeti Egyetem Doktori Iskolájának doktorandusz hallgatója, valamint a zeneszerzés tanszak demonstrátora.
2021-23 között a debreceni Kodály Zoltán Zeneművészeti Szakgimnázium zeneszerzés tanára.
2022-től az Országos Rabbiképző Zsidó Egyetem zeneelmélet tanára.

## Művek

### Szóló művek
- Virágok (szóló zongora) – 2013
- Apocrypha (szóló zongora) – 2015
- Drumul Dracului (szóló zongora) – 2018

### Kamaraművek
- Magyar Szvit (hegedű zongora) – 2012
- Trio (hegedő, cselló, zongora) – 2014
- Exit (hegedű, marimba) – 2016
- Rhapsynopsos (fuvola,cselló,zongora) – 2016
- Istenhozzád/Vale (4 népi énekes, 1 nagybőgő) – 2018
- Oblivion's Dust (cselló, zongora) – 2019
- Skald (3 gitár) – 2021
- Silhouettes (2 cimbalom) – 2022
- Nemere (zongora, szoprán szaxofon) – 2022

### Ensemble
- Visions (szóló brácsa, ensemble) – 2015
- Squama (szóló szaxofon, ütőensemble) – 2021
- Harmonium (fuvola, oboa, natúrkürt, trombita, ütőhangszerek) – 2023

### Zenekar
- Sylvanus (szóló hegedű, zenekar) – 2019

### Kórus
- The Taste of Poison (vegyeskar) – 2016
- Égi király híve (vegyeskar, orgona) – 2017
- Regős ének (vegyeskar) – 2019
- Callis Stellarum (ifjúsági vegyeskar) – 2020
- Sancte Michael (vegyeskar)  – 2020
- It is the Hour (vegyeskar) – 2020
- Három evangéliumi motetta (vegyeskar) – 2021
- Klímagyász (férfikar, cselló) – 2023

### Alkalmazott zene
- Koizé (énekegyüttes) – 2018
- Aurumque-nyitány (3 zongora) – 2019

## Díjak, elismerések
- I. díj  – GENERACE Nemzetközi Zeneszerzőverseny 1. kategória – 2022
- Junior Prima díj (2021)[10]
- I. díj – Hangkeltő Ifjúsági Zeneszerzőverseny – Ifjúsági Vegyeskar kategória – 2021
- A MÜPA Alkotói Pályázat Díjazottja – Kórusmű kategória – 2020
- Neszlényi Andor Díj – 2019
- II. díj (megosztott) – LFZE Zeneszerzőverseny – 2019
- Junior Artisjus Alkotói díj – 2019
- EMB különdíj a legmagasabb helyezést elérő magyar versenyzőnek – Bartók Világverseny és Fesztivál – 2018
- I. díj – Bartók Világverseny és Fesztivál – 2018
- II. díj – Kodály 135 Zeneszerző pályázat – 2017
- I. díj (megosztott) – LFZE Zeneszerzőverseny – 2016
- Különdíj – GENERACE Nemzetközi Zeneszerzőverseny 1. kategória – 2016
- Különdíj – GENERACE Nemzetközi Zeneszerzőverseny 2. kategória – 2015
- II. díj – Anton Matasovsky Nemzetközi Zeneszerzőverseny  – 2014
- II. díj – VI. Bartók Béla Országos Zeneszerzőverseny  – 2014
- I. díj – Sugár Rezső Zeneszerzésverseny  – 2013
- I. díj – II. P.art.itura Zeneszerzőpályázat – 2012
- Nagydíj – IV. Debreceni Nemzetközi Ifjúsági Fesztivál  – 2010